# Cimetière de l'Ouest (Cologne)
Pour les articles homonymes, voir Cimetière de l'Ouest.

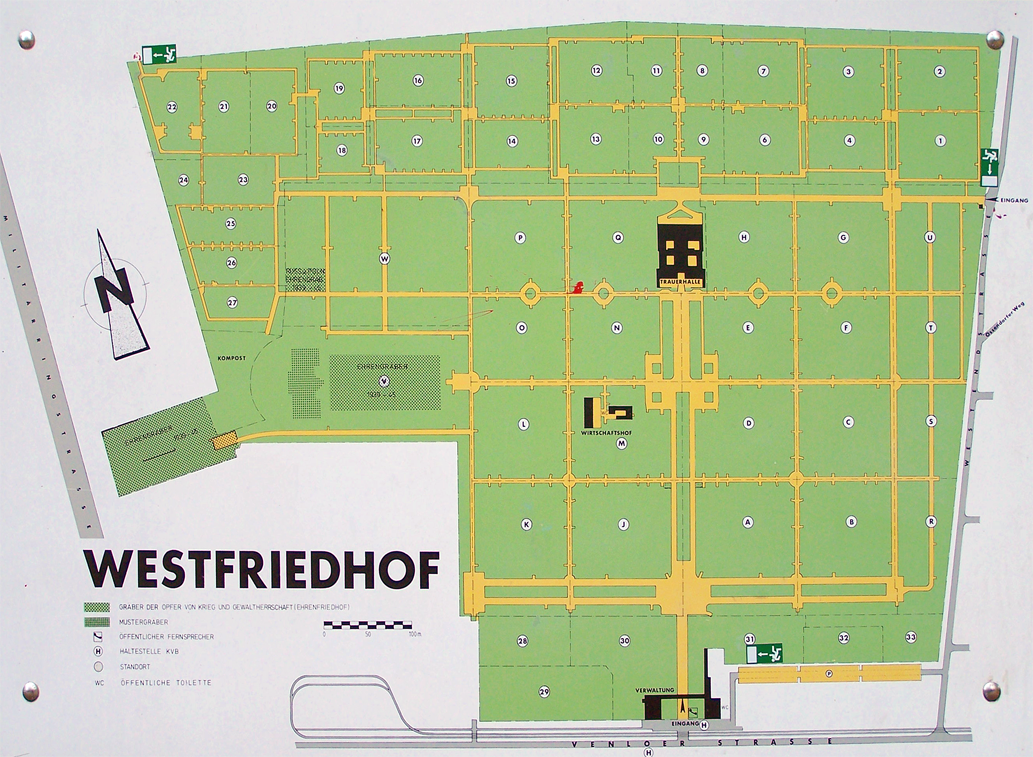
Plan.

Le cimetière de l'Ouest (Westfriedhof) est un cimetière municipal de Cologne en Allemagne. Il se trouve au nord de la Venloer Straße, dans le quartier de Vogelsang de l'arrondissement d'Ehrenfeld. Il couvre une superficie de 523 000 m2 (45 580 sépultures) et compte parmi les cimetières les plus étendus de la ville.

## Description
Le cimetière de l'Ouest est l'un des cinq grands cimetières de Cologne, après le Melaten-Friedhof qui existe depuis le début du XIXe siècle, et quatre cimetières dits « de secours » - en plus du Westfriedhof : le Südfriedhof, le Nordfriedhof et le Ostfriedhof. Ces quatre cimetières ont été créés à l'époque pour résoudre les problèmes d'espace du Melaten-Friedhof et d'autres cimetières de la ville qui existaient à l'époque. Le cimetière de l'Ouest allait devenir le troisième cimetière de secours après le cimetière du Nord et le cimetière du Sud.
La planification de sa construction, y compris un concours pour la conception du parc, a commencé dès 1912. La construction, pour laquelle environ deux cents prisonniers de guerre russes ont été employés, a duré de 1913 à 1917. Le site d'inhumation a été ouvert avec la première inhumation le 1er octobre 1917. À l'origine, le Westfriedhof était censé remplacer complètement le cimetière de Melaten en tant que cimetière principal de Cologne ; c'est pour cette raison que la municipalité a fermé ce dernier aux nouveaux enterrements immédiatement après l'ouverture du cimetière de l'Ouest. Ce n'est qu'en 1923 qu'il a été décidé de continuer à utiliser le Melaten-Friedhof.
À ce jour, le cimetière de l'Ouest a le caractère d'un parc, typique des grands cimetières municipaux de Cologne, avec de larges avenues et de riches plantations d'arbres. Dans la zone du cimetière, il y a aussi plusieurs sections avec le carré des Roms et le carré musulman. Le crématorium urbain est également situé ici; il a été construit en 1937 et a également été le premier crématorium de Cologne. En décembre 2018, il a été décidé de le privatiser et de laisser l'entrepreneur néerlandais Die Facultatieve exploiter le crématorium à l'avenir. Immédiatement au nord du cimetière de l'Ouest, se trouve une zone boisée qui a été prévue comme une zone d'expansion possible. Adjacent au cimetière de l'Ouest, se trouve le cimetière juif de Bocklemünd.
Le cimetière de l'Ouest possède aussi un cimetière militaire où se dresse un moulage (de 1958) de la sculpture Les Prisonniers par Ossip Zadkine de 1943. La sculpture en bronze de 1,90 mètre de haut commémore les souffrances de la population française sous l'occupation allemande.

## Personnalités
- Rudi Conin (1921-1999), homme politique et entrepreneur (division C)[3]
- Johannes Fastenrath (1839-1908), juriste et écrivain, traducteur de l'espagnol (division D)
- René König (1906-1992), sociologue (division N)
- Adolf Raskin (1900-1940), musicologue et pionnier de la radio (division P)